# Избори за народне посланике Републике Српске 2002.
Избори за народне посланике Републике Српске 2002. одржани су 5. октобра као дио општих избора у БиХ. Прије ових избора ступио је на снагу Амандман LXXVIII којим је допуњен члан 71. Устава Републике Српске у којем се каже да у Народној скупштини морају бити заступљена најмање 4 посланика из реда сваког од три конститутивна народа. Уколико овај број није достигнут, мандат се одузима кандидату са најмањим количником и додјељује кандидату из реда недовољно заступљеног конститутивног народа са исте компензационе листе. Ако не постоји такав кандидат на истој листи, онда се мандат додјељује кандидату из реда тог народа са компензационе листе другог политичког субјекта којем припада сљедећи највећи количник. Од ових избора мандат народних посланика је продужен са двије на четири године.

## Резултати
| Српска демократска странка                         | 159.164 | 31,2 | 22 | 4  | 26 |
| Савез независних социјалдемократа                  | 111.226 | 21,8 | 15 | 4  | 19 |
| Партија демократског прогреса                      | 54.756  | 10,7 | 8  | 1  | 9  |
| Странка демократске акције                         | 36.212  | 7,1  | 4  | 2  | 6  |
| Српска радикална странка РС                        | 22.396  | 4,4  | 4  | -  | 4  |
| Социјалистичка партија РС                          | 21.502  | 4,2  | 3  | -  | 3  |
| Демократски народни савез                          | 20.375  | 4,0  | 2  | 1  | 3  |
| Странка за БиХ                                     | 18.624  | 3,6  | 2  | 2  | 4  |
| Социјалдемократска партија БиХ                     | 17.227  | 3,4  | 2  | 1  | 3  |
| Пензионерска странка РС                            | 9.019   | 1,8  | -  | 1  | 1  |
| Савез народног препорода                           | 6.449   | 1,3  | -  | 1  | 1  |
| Српски народни савез РС                            | 4.992   | 1,0  | -  | 1  | 1  |
| Демократска патриотска странка                     | 4.730   | 0,9  | -  | 1  | 1  |
| Демократска странка РС                             | 4.343   | 0,8  | -  | 1  | 1  |
| Нова хрватска иницијатива                          | 3.109   | 0,6  | -  | 1  | 1  |
| остали                                             |         |      | -  | -  | -  |
| Укупно                                             | 538.453 | 100  | 62 | 21 | 83 |
| Неважећи гласови                                   | 27.976  | -    | -  | -  | -  |
| Извор: Статистички годишњак Републике Српске 2013. |         |      |    |    |    |

### Директни мандати по изборним јединицама
|                    | Изборна јединица | СДС | СНСД | ПДП | СДА | СРС | СП | ДНС | СБиХ | СДП | Укупно |
| ------------------ | ---------------- | --- | ---- | --- | --- | --- | -- | --- | ---- | --- | ------ |
| Изборна јединица 1 | 4                | 5   | 1    | -   | 1   | -   | 1  | 1   | -    | 13  |        |
| Изборна јединица 2 | 3                | 5   | 2    | -   | -   | 1   | -  | 1   | -    | 12  |        |
| Изборна јединица 3 | 4                | 2   | 2    | -   | -   | 1   | -  | -   | 1    | 10  |        |
| Изборна јединица 4 | 4                | 1   | 1    | -   | 1   | 1   | -  | -   | 1    | 9   |        |
| Изборна јединица 5 | 4                | 1   | 1    | 3   | 1   | -   | 1  | -   | -    | 11  |        |
| Изборна јединица 6 | 3                | 1   | 1    | 1   | 1   | -   | -  | -   | -    | 7   |        |

### Расподјела мандата
| СДС 26 СНСД 19 ПДП 9 СДА 6 СРС РС 6 |  | СП РС 3 ДНС 3 СзБиХ 4 СДП БиХ 3 ПС РС 1 |  | СНП 1 СНС РС 1 ДПС 1 ДС РС 1 НХИ 1 |